# Dieter Stappert
Dieter Stappert (* 13. Oktober 1942 in Villach; † 17. Oktober 2008 in München) war ein österreichischer Journalist und Teammanager im Motorsport.

## Biografie

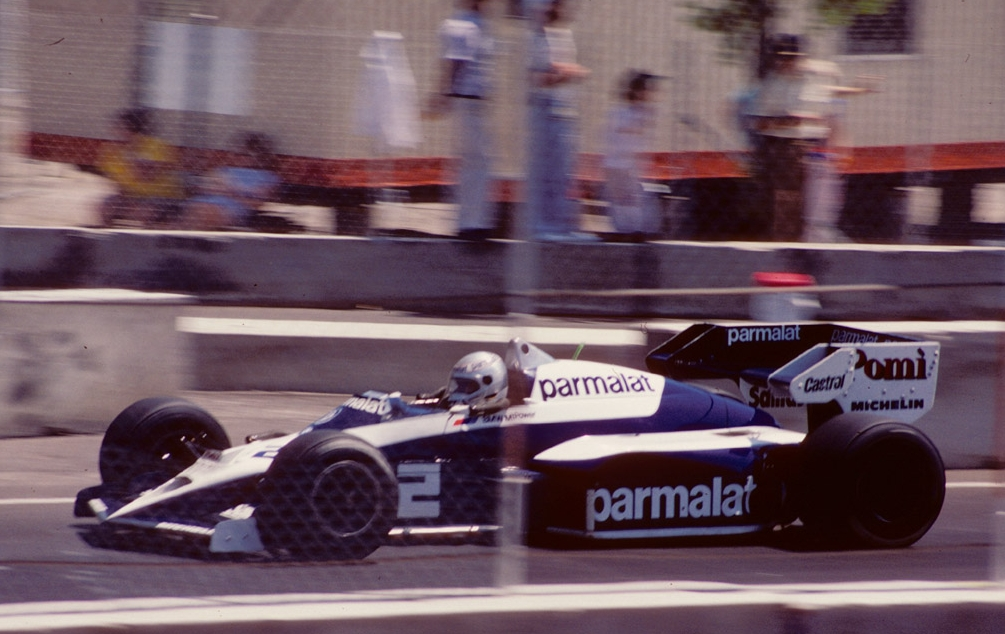
Corrado Fabi im Brabham-BMW, Dallas 1984

Bis zum Jahr 1977 war Stappert Chefredakteur der Schweizer Fachzeitschrift Powerslide, später umbenannt in Motorsport aktuell. Von 1977 bis 1985 war er Mitarbeiter bei der BMW Motorsport GmbH, ab 1980 in der Funktion des Rennleiters. Unter seiner Teamführung wurde Nelson Piquet 1983 auf einem Brabham-BMW erster Formel-1-Weltmeister mit einem Turbomotor.
Ab 1985 war Dieter Stappert verantwortlich für das Motorsport-Programm der Zigarettenmarke HB, das zunächst aus dem Rallye-Programm von Audi Sport und später aus Motorrad-Rennaktivitäten, vornehmlich für die Sportabteilung von Honda, bestand. Von 1997 an war Stappert selbstständiger Teammanager in der 250-cm³-Klasse der Motorrad-Weltmeisterschaft. Über die Jahre fuhren in den von ihm geleiteten Teams unter anderem Reinhold Roth, Ralf Waldmann, Jeremy McWilliams, Chaz Davies, Helmut Bradl und dessen Sohn Stefan Bradl.
Dieter Stappert fiel am 19. Juni 2008 nach einem Herzinfarkt beim Einchecken zu einer Flugreise nach Donington Park am Flughafen München in ein Koma, wachte daraus nicht wieder auf und verstarb am 17. Oktober 2008.